# المغتربون في دولة الإمارات العربية المتحدة
هناك عدد كبير من المغتربين في دولة الإمارات العربية المتحدة معظمهم يقيم في أبو ظبي ودبي التي تجذب المغتربين بسبب فرص العمل والاستثمار في دولة الإمارات العربية المتحدة، عدد منهم يقيم فيها منذ عهد الإستقلال بذلك تعتبر بلد إقامة لأكثر من192جنسية،  بينما يشكل الإماراتيون  أزيد من %20 من مجموع السكان بذلك تصبح الإمارات بلد يضم أكبر نسبة مغتربين حول العالم. ويشكل الهنود والباكستانيين أكبر جالية مقيمة، متمثلة بذلك في %25 و %12 من مجموع سكان الإمارات.

## الخلفية
إستقطبت الإمارات أكبر عدد من المغتربين حول العالم ذلك لوجود فرص شغل أوفر وكذلك لعدم كون الإماراتيين يحبذون العمل في القطاع الخاص في ذلك الوقت. أصبحت دولة الإمارات مجتمعاً ليبرالياً مقارنة مع بعض البلدان المجاورة وهذا ما جعلها قِبلة للوافدين من المجتمعات الغربية

## الأفغان
هناك خمس عشر الف أفغاني في دولة الإمارات العربية المتحدة

يوجد مجلس الأعمال الأفغاني في دبي والتي تم تشكيلها في عام 2005 من قبل رجال الأعمال الأفغان المغتربين والتجار ورجال الأعمال المقيمين في دولة الإمارات العربية المتحدة. واحدة من مقاصد المنظمة هي تطوير العلاقات الاقتصادية والثقافية والاجتماعية بين أفغانستان والإمارات العربية المتحدة

## الأمريكيون
الأميركيين في دولة الإمارات العربية المتحدة يشكلون واحدة من أكبر الجاليات الغربية في دولة الإمارات العربية المتحدة. ويقدر أن ما بين حوالي 10,000 و15،000 من رعايا الولايات المتحدة المقيمين في دولة الإمارات العربية المتحدة. الجزء الأكبر منهم في دبي

## العراقيون
يزيد عدد العراقيين في دولة الإمارات العربية المتحدة عن 100,000 ويشكلون واحدة من أكبر المجتمعات العربية هناك ومعظم العراقيين هاجروا حديثا إلى الإمارات فراراً من الحروب في العراق.

## السعوديون
السعوديون في دولة الإمارات العربية المتحدة هم من مواطني المملكة العربية السعودية الذين يقيمون في دولة الإمارات العربية المتحدة يقدر عدد 150,247 وهم في الغالب يعملون في قطاعات التجارة والصناعة وكذلك الطب والقانون والتأمين والشحن والبنوك والقطاعات العسكرية. كل من دولة الإمارات العربية المتحدة والمملكة العربية السعودية جزء من الجامعة العربية ومجلس التعاون لدول الخليج، وفقا للاتفاقات ان المواطنيين في كل الدولتين يستطعون العمل والعيش في كلتا الدولتين حيث يمكنهم التحرك بحرية والسفر بدون تأشيرة. السعوديون يملكون في الإمارات 1357 منزلا و1450 قطعة أرض في الإمارات المختلفة في دولة الإمارات العربية المتحدة.

## المصريين
المصريين في دولة الإمارات العربية المتحدة يقدر عددهم بـ 857,947 مغترب،  ويشكلون واحدة من أكبر الجاليات العربية في الإمارات وأكثر من نصف المصريين مستقرين بالأمارات وعائلتهم من بداية 1990 وما قبل ذلك. أما البقية فقد جاءوا مع بدايات القرن الجديد ويُذكر أن عدد كبير قد دخل الإمارات بعد التغييرات السياسية التي تشهدها مصر من يناير 2011 .

### الأردنيون
اعتبارًا من عام 2009، قُدر عدد السكان الأردنيين في الإمارات بنحو 250,000 نسمة، بزيادة عن 80,000 نسمة في عام 2003، مما يجعلهم واحدة من أكبر الجاليات الأردنية في جميع أنحاء العالم وفي منطقة الخليج العربي.

## النيجيريين
يعيش حوالي 50000 إلى 100000 نيجيري في الإمارات العربية المتحدة.,
واجه المغتربون النيجيريون الذين يعيشون ويعملون في الإمارات عمليات ترحيل جماعي مرة أخرى منذ يوليو 2021 في الدولة الخليجية بعد إصدار سياسة العمل الجديدة التي تحظر منحهم تصريح عمل. في أحد مقاطع الفيديو العديدة التي ظهرت على الإنترنت، نادت امرأة نيجيرية السفارة النيجيرية في دبي لعدم مساعدة المواطنين النيجيريين في البلاد. وفقًا للمادة 13 من الإعلان العالمي لحقوق الإنسان، «لكل فرد الحق في حرية التنقل والإقامة داخل حدود كل دولة». بالإضافة إلى ذلك، يمنح الإعلان الوارد في المادة 23 كل شخص الحق في العمل، وشروط عمل عادلة ومرضية، وحرية اختيار العمل، والحماية من البطالة.